# روبرت روس (ضابط)
روبرت روس (بالإنجليزية: Robert Ross) (و. 1766 – 1814 م) هو ضابط أيرلندي، توفي في بالتيمور، عن عمر يناهز 48 عاماً.

## التعليم
تعلم في كلية الثالوث في دبلن
.

## الخدمة العسكرية
خدم في الجيش البريطاني.